# Данаил Дечев
Данаил Дечев Недев е български художник, живописец и пейзажист.

## Биография
Роден е на 20 август 1891 г. в Разград. Едва на седем години бъдещият художник загубва баща си; расте плах и интровертен. Отрано развива страст към рисуването, но мечтата му да постъпи в художествената академия в София остава неизпълнена – по-големият брат на Данаил го изпраща да учи в текстилното училище в Сливен. Следва казарма и участие в Първата световна война.
По-късно по случайност за кратко работи в Пловдивската митница. През 1921 г. за първи път се осмелява да предложи своя картина за изложба на южнобългарските художници. Творбата е одобрена и Дечев е приет за член на дружеството. На следващата година открива първата си самостоятелна изложба, а от 1926 г. участва във всички общи изложби на Дружеството на художниците в България.
През 1933 г. се състои първата самостоятелна изложба на Дечев в София, няколко години по-късно той се и мести да живее в столицата. След кратък престой се връща пак в родния Разград, където остава чак до 9 септември 1944 г. В този период рисува цикъл платна на родния си край Лудогорието. През 1942 и 1946 г. участва с успех на Международното биенале във Венеция, Италия.
През 1958 г. е организирана юбилейна изложба на Данаил Дечев. Тъкмо в следващите години, до смъртта си, той създава някои от най-значимите си произведения. През 1960 г. взема участие на Четвъртата международна изложба в Делхи, Индия.
На 1 януари 1962 г. художникът е повален от парализа. Умира на 5 август 1968 г.

## Семейство
Баща е на художничката Ваня Дечева.

## Творчество
Данаил Дечев твори основно природни и градски пейзажи; в платната му присъстват изгледи от Родопите, Стара планина, Тракия, Черноморието. Предпочитана от него техника са маслените бои.
Най-известните цикли негови пейзажи са:
1. Тракийски цикъл – „Асеновград“ (1938, 1939), „Асеновградски старини“ (1938), „Пловдив“ (1932, 1938, 1939), „Из Родопите“ (1939), „Тракийски пейзаж“ (1936, 1938, 1961), „Пред пастирската врата“ (1941);
2. Карловски цикъл;
3. Морски цикъл – „Къща от Созопол“ (1946), „Есен на море“ (1947), „Созопол“ (1947), „Балчик“ (1956);
4. Софийски цикъл – „Край Княжево“ (1955, 1956), „Пролет край София“ (1946), „Пролет в Княжево“ (1958), „Старият орех“ (1959);
5. Из Лудогорието (1952, 1953) и др.

Има над тридесет самостоятелни изложби в страната и в чужбина (Париж, Багдад, Анкара, Атина, Стокхолм). През 1971 г. е организирана втора юбилейна изложба в негова чест.
През 2006 г. столичната галерия „Ракурси“ показва изложба с 22 платна на Данаил Дечев от колекцията на Боян Радев по случай 115 години от рождението на художника.
През 2015 г. във филиал Двореца на Националната художествена галерия е организирана тридневната изложба „Завръщането“. Пред публиката са показани 61 картини на Данаил Дечев, които български частни колекционери са успели да купят от търг в Париж през 2014 г. На 4 юли 2014 г. в „Друо-Ришельо“ са разиграни 73 картини на Дечев, собственост на неговата дъщеря, художничката Ваня Дечева. Картините са изнесени от България в края на 90-те години на миналия век с разрешение на Министерството на културата, въпреки че тогавашният директор на НХГ доц. Ружа Маринска и членовете на експертната комисия към галерията са категорично против.

### Колекции
Творби на Дечев са притежание на НХГ, СГХГ, художествените галерии в Пловдив, Казанлък, Русе, Варна, Враца, Стара Загора, Добрич, Смолян и Карлово. Голяма част от неговите картини са в колекцията на Боян Радев и други сбирки в България и чужбина.
в ГХГ, Пловдив
- „Куршум хан“.[6] м.б., пл., 74/89, подпис долу дясно, инв. №486.

## Отличия и награди
Носител е на награди на БАН и СБХ, както и на ордените „Кирил и Методий“, „Народна република България“ – I степен и „Георги Димитров“.
Лауреат на Димитровска награда (1952).
През 1952 г. е удостоен със званието „Заслужил художник“. Посмъртно през 1969 г. е удостоен със званието „Народен художник“.

## Памет
На Данаил Дечев е наречена улица в квартал „Хладилника“ в София (Карта). На 2 септември 1969 г. е обявен за почетен гражданин на Разград по повод 25-тата годишнина от 9 септември 1944 г.